# California Music Awards
California Music Awards var ett musikpris som delades ut åren 1978-2004. Priset instiftades av det San Francisco-baserade musikmagasinet BAM (Bay Area Music) under namnet Bammy Awards, eller the Bammies i folkmun. Priset kom till för att belöna artister i området kring San Francisco, även benämnt the bay area. När tidningen lades ner 1999 fortsatte priset att delas ut som California Music Awards fram till 2004, då hela galan slutligen lades ner.